# Neriene
Neriene Blackwall, 1833 è un genere di ragni appartenente alla famiglia Linyphiidae.

## Distribuzione
Le 55 specie oggi note di questo genere sono state rinvenute in Asia, Europa, Africa e America settentrionale: le specie dall'areale più vasto sono N. clathrata, N. montana e N. radiata, rinvenute in diverse località dell'intera regione olartica.

## Tassonomia

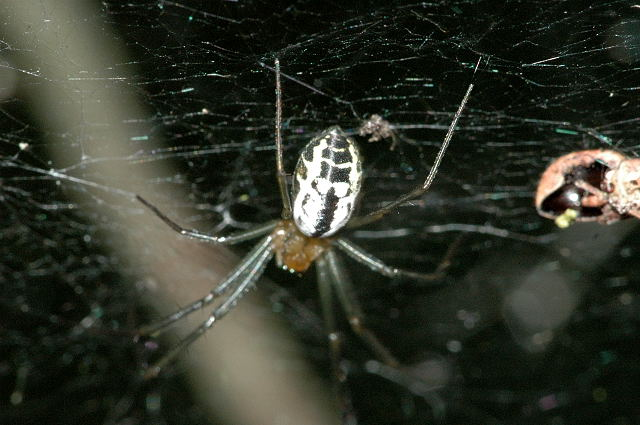
Neriene emphana, femmina

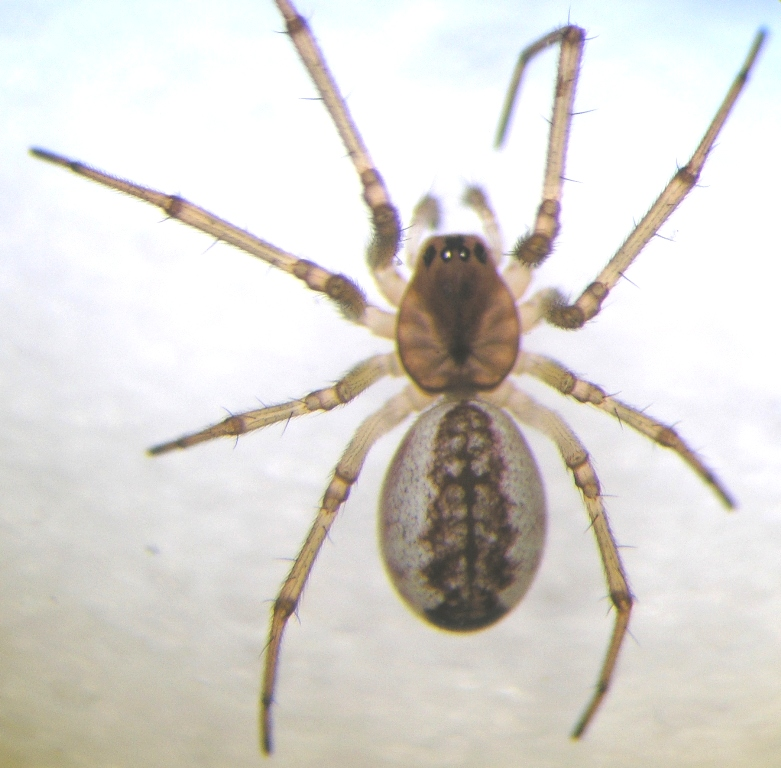
Neriene peltata

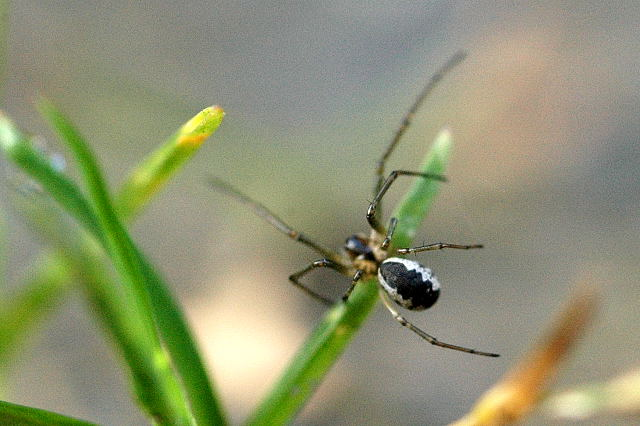
Neriene peltata, maschio

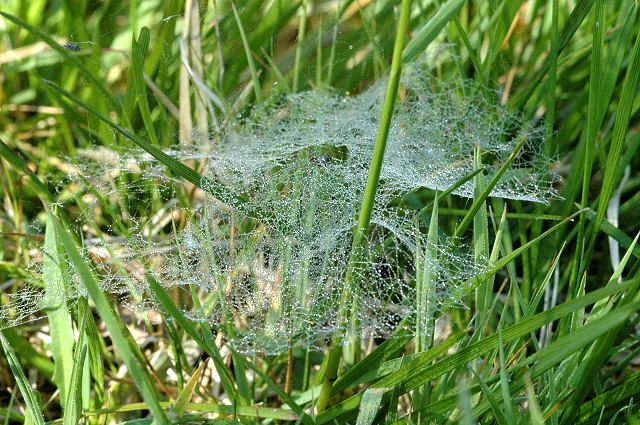
Neriene peltata, ragnatela

Questo genere è stato rimosso dalla sinonimia con Linyphia Latreille, 1804, a seguito di un lavoro di van Helsdingen del 1969 (da alcuni autori è recentemente ritenuto un sottogenere di Linyphia).
Considerato un sinonimo anteriore di Prolinyphia Homann, 1952, secondo un lavoro sulla specie tipo Linyphia emphana Walckenaer, 1841 (trattasi di un cambio nome per Linyphiella Homann, 1951, senza specie tipo, in quanto precedentemente già occupato da Linyphiella Banks, 1905).
È anche sinonimo anteriore di Neolinyphia Oi, 1960, secondo un lavoro effettuato sulla specie tipo Neolinyphia japonica Oi, 1960, dall'aracnologo van Helsdingen nel 1969. E anche di Ambengana Millidge & Russell-Smith, 1992, secondo un lavoro sugli esemplari tipo di Ambengana complexipalpis Millidge & Russell-Smith, 1992 effettuato dagli aracnologi Xu, Liu & Chen nel 2010.
Dal 2011 non sono stati esaminati nuovi esemplari di questo genere.
A giugno 2012, si compone di 55 specie:
1. Neriene albolimbata (Karsch, 1879) — Russia, Cina, Corea, Taiwan, Giappone
2. Neriene amiculata (Simon, 1905) — Giava
3. Neriene angulifera (Schenkel, 1953) — Russia, Cina, Giappone
4. Neriene aquilirostralis Chen & Zhu, 1989 — Cina
5. Neriene beccarii (Thorell, 1890) — Sumatra
6. Neriene birmanica (Thorell, 1887) — India, Kashmir, Myanmar, Cina
7. Neriene brongersmai van Helsdingen, 1969 — Giappone
8. Neriene calozonata Chen & Zhu, 1989 — Cina
9. Neriene cavaleriei (Schenkel, 1963) — Cina, Vietnam
10. Neriene clathrata (Sundevall, 1830)[3] — Regione olartica
11. Neriene comoroensis Locket, 1980 — Isole Comore
12. Neriene compta Zhu & Sha, 1986 — Cina
13. Neriene conica (Locket, 1968) — Angola, Ruanda, Kenya
14. Neriene coosa (Gertsch, 1951) — Russia, USA
15. Neriene decormaculata Chen & Zhu, 1988 — Cina
16. Neriene digna (Keyserling, 1886) — USA, Canada, Alaska
17. Neriene emphana (Walckenaer, 1842) — Regione paleartica
18. Neriene flammea van Helsdingen, 1969 — Sudafrica
19. Neriene furtiva (O. P.-Cambridge, 1871) — Europa, Africa settentrionale, Russia, Ucraina
20. Neriene fusca (Oi, 1960) — Giappone
21. Neriene gyirongana Hu, 2001 — Cina
22. Neriene hammeni (van Helsdingen, 1963) — Regione paleartica
23. Neriene helsdingeni (Locket, 1968) — Africa
24. Neriene herbosa (Oi, 1960) — Cina, Giappone
25. Neriene japonica (Oi, 1960) — Russia, Cina, Corea, Giappone
26. Neriene jinjooensis Paik, 1991 — Cina, Corea
27. Neriene kartala Jocqué, 1985 — Isole Comore
28. Neriene katyae van Helsdingen, 1969 — Sri Lanka
29. Neriene kibonotensis (Tullgren, 1910) — Africa occidentale, centrale e orientale
30. Neriene kimyongkii (Paik, 1965) — Corea
31. Neriene limbatinella (Bösenberg & Strand, 1906) — Russia, Cina, Corea, Giappone
32. Neriene litigiosa (Keyserling, 1886) — Cina, America settentrionale
33. Neriene liupanensis Tang & Song, 1992 — Russia, Cina
34. Neriene longipedella (Bösenberg & Strand, 1906) — Russia, Cina, Corea, Giappone
35. Neriene macella (Thorell, 1898) — Cina, Myanmar, Thailandia, Malaysia
36. Neriene marginella (Oi, 1960) — Giappone
37. Neriene montana (Clerck, 1757) — Regione olartica
38. Neriene natalensis van Helsdingen, 1969 — Sudafrica
39. Neriene nigripectoris (Oi, 1960) — Russia, Cina, Corea, Giappone
40. Neriene nitens Zhu & Chen, 1991 — Cina
41. Neriene obtusa (Locket, 1968) — Africa
42. Neriene obtusoides Bosmans & Jocqué, 1983 — Camerun
43. Neriene oidedicata van Helsdingen, 1969 — Russia, Cina, Corea, Giappone
44. Neriene oxycera Tu & Li, 2006 — Vietnam
45. Neriene peltata (Wider, 1834) — Groenlandia, Regione paleartica
46. Neriene poculiforma Liu & Chen, 2010[4] — Cina
47. Neriene radiata (Walckenaer, 1842) — Regione olartica
48. Neriene redacta Chamberlin, 1925 — USA
49. Neriene strandia (Blauvelt, 1936) — Cina, Borneo
50. Neriene subarctica Marusik, 1991 — Russia
51. Neriene sundaica (Simon, 1905) — Giava, Lombok (Indonesia)
52. Neriene variabilis (Banks, 1892) — USA
53. Neriene yani Chen & Yin, 1999 — Cina
54. Neriene zanhuangica Zhu & Tu, 1986 — Cina
55. Neriene zhui Chen & Li, 1995 — Cina